# Arc (Isère)
De Arc is een zijrivier van de Isère in de Mauriennevallei in het Franse departement Savoie (regio Auvergne-Rhône-Alpes). Zij ontspringt uit gletsjers ten oosten van het voormalige dorp l'Écot bij de Italiaanse grens, op de hellingen van de Levanna-berg. Haar belangrijkste zijrivier is de Arvan die in de Arc uitmondt bij Saint-Jean-de-Maurienne.
Dorpen aan de Arc zijn Bonneval-sur-Arc, Modane, Saint-Michel-de-Maurienne, Saint-Jean-de-Maurienne, en Aiton. Het skistation Les Arcs werd niet vernoemd naar de Arc in de Maurienne, maar naar een klein beekje dat (eveneens) een linkerzijrivier van de Isère is.

## Waterwerken
Sinds het einde van de negentiende eeuw zijn er verschillende waterwerken uitgevoerd op de Arc. In 1970 werd de stuw bij Freney gebouwd en in 1973 de grotere stuwdam Pont des Chèvres net ten oosten van Orelle. Een jaar later volgde de stuw bij Saint-Martin-de-la-Porte.
Ook op de zijrivieren zijn verschillende (grote) stuwdammen gebouwd:
- Barrage de Bissorte (1935).
- Barrage de Plan d'Aval (1950)
- Barrage de Plan d'Amont (1956)

Het stuwmeer op de Col du Mont-Cenis (gebouwd in 1968) behoort tot het stroomgebied van de Po, maar er is wel een ondergronds kanaal van EDF dat het stuwmeer verbindt met de Arc bij Avrieux.
- Bibliothèque nationale de France: cb11951581b (data)
- Système universitaire de documentation: 027486583
- Virtual International Authority File: 8340148574328324430000